# Summit Lake (Kabinakagami River)
Summit Lake är en sjö i Kanada.   Den ligger i distriktet Algoma och provinsen Ontario, i den sydöstra delen av landet, 800 km väster om huvudstaden Ottawa. Summit Lake ligger 443 meter över havet. Arean är 0,11 kvadratkilometer. Den sträcker sig 0,2 kilometer i nord-sydlig riktning, och 0,9 kilometer i öst-västlig riktning.
I omgivningarna runt Summit Lake växer i huvudsak blandskog. Trakten runt Summit Lake är nära nog obefolkad, med mindre än två invånare per kvadratkilometer.